# Scheubel (Künstlerfamilie)
Die Familie Scheubel war eine Künstlerfamilie aus Bamberg, die in drei Generationen  in Bamberg und der Umgebung aktiv war. Ihre Mitglieder schufen zahlreiche Gemälde, Porträts und Fresken im Rokokostil.

## Mitglieder

### Johann Joseph Scheubel I.
Johann Joseph Scheubel I. (* um 1655 in Regensburg; † 4. Juni 1721 in Bamberg) war ein fränkischer Maler, der seinen Wirkungskreis in Bamberg hatte.

#### Leben
Nach den in Bamberg erhaltenen Eintragungen stammte er aus Regensburg. Durchaus möglich ist, dass er auch nur seinen letzten Aufenthaltsort angab. Er heiratete am 2. Mai 1685 in Bamberg und verstarb am 4. Juni 1721 ebenda. 
Nachgewiesen ist, dass er in St. Stephan die Kanzel 1695 neu fasste. Es ist unklar, ob er oder sein gleichnamiger Sohn Johann Joseph Scheubel II. den Altar in der Oberen Pfarre zu Bamberg 1718 fasste. Er führte Arbeiten in den Kirchen von Mürsbach, Memmelsdorf und Alt-St.Martin in Bamberg aus.

### Johann Joseph Scheubel II.
Johann Joseph Scheubel II., genannt der Ältere (* 27. Oktober 1686 in Bamberg; † 2. Februar 1769 ebenda), war ein fränkischer Kunstmaler, Hofmaler und Kammerdiener.

#### Leben
Johann Joseph Scheubel II. wurde als Sohn von Johann Joseph Scheubel I. aus Regensburg am 27. Oktober 1686 in Bamberg geboren.
Er wurde von Kurfürst Lothar Franz von Schönborn gefördert und von diesem 1712 nach Wien an die dortige spätere Akademie der bildenden Künste gesandt. Dort studierte er Perspektive und Geometrie sowie Zivil- und Militärbaukunst bei Peter Strudel († 4. Oktober 1714 in Wien). 1714 nahm ihn der Reichsvizekanzler Friedrich Karl von Schönborn in Kost und Quartier; für ihn kopierte er Werke verschiedener Maler. Er reiste im März 1718 nach Italien zu Antonio Balestra in Venedig, dann nach Bologna und Rom. 1722 wurde er kurfürstlicher Kammerdiener und Hofmaler in Bamberg. Dort erwarb er das Anwesen Nonnenbrücke 8. Scheubel wurde zeit seines Lebens vom Hof und von den Klöstern bevorzugt, er war dort der führende Maler. Ebenso erstellte er Porträts.
Scheubel verstarb in Bamberg am 2. Februar 1769. Er hinterließ den Sohn Johann Joseph Scheubel III., genannt der Jüngere und zwei Töchter: Anna Theresia († 9. Januar 1791) und Maria Katharina († 20. August 1786), beide waren Porträtmalerinnen.

#### Werke
Scheubel arbeitete in fürstlichen Schlössern, darunter in Schloss Seehof, der Residenz Würzburg (etwa für die ab 1733 entstandene sogenannte Zweite Bischofswohnung und das Audienzzimmer, wofür er ein 1945 verbranntes, in die Decke eingelassenes Leinwandbild, die Zerstörung einer Raubritterburg durch Rudolf von Habsburg darstellend, schuf) sowie im Schloss Weißenstein. In Würzburg war er auch an der reichen Altarausstattung für das Neumünster beteiligt.
Werke von ihm befinden sich in Arnstein, Ebensfeld, Hallstadt, Höchstadt an der Aisch, Kirchenbirkig, Ludwag, Marienweiher, Neunkirchen am Brand und Pottenstein sowie in Unterleiterbach. Zu seinen bekanntesten Werken zählt Der Märtyrertod des Hl. Kilian (um 1738) in der Kirche St. Kilian in Hallstadt. Das Altarblatt „Die heilige Anna mit Maria und Joachim“ für die barocke Neumann-Basilika in Münsterschwarzach (Klosterkirche) ist seit der Säkularisation verschollen.

### Johann Joseph Scheubel III.
Johann Joseph Scheubel III., genannt der Jüngere (* 12. Juni 1733 in Bamberg, † 9. April 1801 ebenda), war ebenso wie sein Vater ein fränkischer Maler, Kammerdiener und Hofmaler; als Maler ist er dem Rokoko zuzuordnen.

#### Leben
Scheubel wurde als Sohn des Kammerdieners und Hofmalers Johann Joseph Scheubel dem Älteren am 12. Juni 1733 in dessen Wohnhaus in Bamberg, heutige Adresse Nonnenbrücke 8, geboren. Er war Schüler seines Vaters und des Porträtmalers George Desmarées.
Er erhielt ein Stipendium von Fürstbischof Adam Friedrich von Seinsheim und kam dadurch nach Frankreich und Italien, insbesondere nach Venedig. Am 30. Juni 1766 wurde er zum Kammerdiener und Hofmaler ernannt. 
Als Hofmaler (seit 1766) von Seinsheim (1759–1779) war er in den Jahren zwischen 1757 und 1779 an der überaus prachtvollen, dem damaligen Zeitgeschmack angepassten Ausschmückung von Schloss Seehof (1686 bis 1697), der Sommerresidenz der Bamberger Fürstbischöfe in Memmelsdorf bei Bamberg, und an der Ausstattung anderer fürstbischöflicher Residenzen wie Bamberg, Würzburg und Veitshöchheim  beteiligt. In Schloss Seehof schuf er unter anderem Deckenfresken.
In den Jahren 1776–1778 befand er sich nochmals in Frankreich und soll dort im Stadthaus  zu Paris die vier Haupttugenden in Fresco gemalt haben.

#### Werke
Scheubel malte das lebensgroße Porträt von Adam Friedrich von Seinsheim in der Residenz zu Würzburg sowie die Porträts der Bamberger Weihbischöfe Nitschke und Behr. Weiterhin malte er den Dompropst Karl Dietrich von Guttenberg, den Bruder des Chorrektors an der Oberen Pfarre Johann Sebastian Schramm, den Franziskaner Gabriel Schramm. Gabriel war auch der Bruder des Benediktiners Jakob Andreas Schramm. Leidensdarstellungen Jesu von Scheubel befinden sich in der Heilig-Grab-Kapelle der Kirche St. Michael in Bamberg. Von ihm sind auch die Altarblätter in der St.-Georgs-Kapelle auf dem Senftenberg bei Gunzendorf, in Weismain in der Pfarrkirche St. Martin und in Scheßlitz in der Spitalkapelle Heilige Elisabeth. Im Kloster Ebrach schuf er das Altarblatt Ruhe auf der Flucht.
Er schuf seine Werke in französisch manieriertem Geschmack.  Über sein Werk ist heute nur wenig bekannt.